# يو إف سي ليلة القتال: الزومبي الكوري ضد رودريغيز
يو إف سي ليلة القتال: الزومبي الكوري ضد رودريغيز (بالإنجليزية: UFC Fight Night: The Korean Zombie vs. Rodríguez)‏ هو حدث لفنون القتال المختلطة نظمته يو إف سي، أُقيم في 10 نوفمبر 2018، على بيبسي سنتر في دنفر كولورادو، الولايات المتحدة.